# 飯田義武
飯田 義武（いいだ よしたけ）は、戦国時代から安土桃山時代にかけての武将。毛利氏の家臣で、毛利水軍の将の一人。通称は弥七郎、七郎右衛門尉。受領名は越中守。

## 出自
安芸国の飯田氏は、相模国鎌倉郡の飯田荘を領した源頼信の子孫・飯田信基を祖とし、同じく毛利氏の譜代家臣である飯田元親の家系とは別系統とされるが、義武の父である藤左衛門以前の系譜については不明。

## 生涯

### 前半生
飯田藤左衛門の子として生まれる。
後世に編纂された系譜類では毛利氏の譜代家臣の出自とされている一方で、享保2年（1717年）に出版された軍記物の『陰徳太平記』では、天文2年（1533年）に安芸武田氏から離反した熊谷信直を武田光和が攻撃した際に香川光景、己斐直之、山県筑後守、山田重任、遠藤利之、福島義茂、温科家行、久村繁安らと共に安芸武田氏に従って出陣したとされている。また、天文10年（1541年）以前の動向が不明であることもあり、元々は安芸武田氏に従っていた国人である可能性はある。
天文10年（1541年）、毛利元就は安芸武田氏を滅亡に追い込み、大内義隆より佐東川下流域を加増された。これにより吉田の山奥から瀬戸内海へ通じる所領を得た元就は水軍の重要性を認識し、安芸武田氏に属していた川内警固衆を毛利家の譜代家臣の児玉就方と義武に統率させ、川内警固衆の福井元信と山県就相を児玉就方の与力として附属させた。これによって毛利水軍が成立する。
天文19年（1550年）1月9日、毛利隆元から「七郎右衛門尉」の官途名を与えられる。

### 大内氏との戦い
天文20年（1551年）の大寧寺の変の後に周防国の大内氏を牛耳る陶晴賢との対立が先鋭化すると、義武は川内警固衆を率いて大内方の水軍と激突する。
天文23年（1554年）5月12日の防芸引分で毛利氏が大内氏から独立し、同日中に毛利軍は佐東銀山城、己斐城、草津城、桜尾城を奪取し、厳島を占拠した。義武は5月12日の五日市での合戦において敵1人を討ち取る武功を挙げ、6月5日の折敷畑の戦いでは先駆けも務めており、6月11日に2つの合戦における感状を毛利元就と毛利隆元から与えられた。
同年7月4日、毛利隆元から、陶方に味方した白井氏の旧領で毛利水軍の基地として設定された佐東郡の佐東河口にある牛田内に新たに12貫の地を警固料として与えられ、元々与えられていた3貫の地と合わせて15貫の給地を与えられる。また、一族の飯田四郎左衛門が、福永に在番して陶軍の攻撃を防いだ武功により、牛田において3貫目の給地と太郎左衛門屋敷1つを与えられている。
同年9月29日、熊谷信直、香川光景、阿曽沼広秀、国司元相、三増直近、粟屋盛忠らと共に能美島に割拠する陶軍攻撃に加わって敵を討ち取り、10月6日に毛利元就・隆元父子から感状を与えられた。
天文24年（1555年）1月2日、大内方の警固衆が安芸国安芸郡矢賀に攻めてくると反撃し、1月9日に毛利元就・隆元父子から武功を称賛される。
同年6月8日、宮尾城の防備を巡視するため、元就が安芸国佐伯郡大野浦から厳島へ渡海する途上、陶晴賢麾下の桑原隆祐らの軍船3隻が元就が乗る船に迫った。これに対し、元就に従う桑原龍秋や金山次郎五郎らが奮戦して防ぎ、義武は乃美宗勝らと共に元就の救援にかけつけ、桑原隆祐を討ち取った。さらに桑原隆祐の戦死により敗走した陶の軍船を追撃し、水夫や舵手に至るまでことごとく討ち取った。それらの武功により6月26日に毛利元就・隆元父子から感状を与えられた。
また、同年の厳島の戦いでは児玉就方らと共に警固船を率いて将兵の輸送や海上警備の任を担当し、元就が率いる本軍や吉川元春の軍を厳島の裏側の包ヶ浦に上陸させて勝利の一翼を担った。
厳島の戦いの直後から始まる防長経略にも従軍し、同年10月28日には乃美宗勝や香川光景らと共に周防国玖珂郡伊賀地の高山寺嶽に立て籠る一揆勢を攻撃し、降伏させた。この戦いで平賀広相家臣の桂保和や周防国玖珂郡山代の土豪である三分一式部丞と神田隆久らが活躍する一方で、香川氏家臣の三宅市允や乃美氏家臣の乃美八郎ら将兵が戦死する被害も受けており、降伏した一揆勢の首魁17人が磔刑に処されたと伝えられている。
弘治2年（1556年）3月26日、毛利隆元から天文23年（1554年）5月12日の防芸引分から天文24年（1555年）10月1日の厳島の戦いまでの様々な武功を称賛され、褒美を与える旨を伝えられる。

### 門司城の戦い
毛利氏が九州に進出すると義武も嫡男の元著と共に従軍し、永禄4年（1561年）の門司城攻防戦にも参加。同年11月5日に大友軍が門司から撤退するが、同日夜から翌11月6日にかけて、乃美宗勝が率いる小早川氏の警固衆や村上水軍と共に大友軍を追撃し、豊前国の京都郡黒田原と仲津郡国分寺原の間で大友軍に立ち塞がって大勝した。この時の大友軍への追撃において義武・元著父子はそれぞれ敵兵1人を討ち取り、12月13日に隆元から感状を与えられている。
また、具体的な年は不明だが、毛利隆元の存命時に隆元が兼重元宣と国司就信を使者として児玉元時に書状を送り、児玉元時が管轄する土地の中から10石の地を義武に渡すよう命じている。

### 尼子氏との戦い
永禄6年（1563年）10月に尼子方の松田誠保が守る白鹿城が降伏すると、尼子義久の本拠である月山富田城は島根半島方面との連絡が遮断されて兵糧と武器の不足を痛感し始めたため伯耆国や但馬国方面に補給を求め、翌11月に但馬から来た数隻の兵糧船が出雲・伯耆の海岸沖合に現れた。元就は義武・元著父子、児玉就方、山県就知、大多和就重らに命じて兵船数百隻に出雲国の美保関から伯耆国の弓ヶ浜沿岸に至る海上を警戒させると共に、福原貞俊に毛利軍の精兵と飛落元吉が率いる200人の鉄砲隊を付けて陸上の警戒に当たらせて尼子軍の兵糧輸送の阻止を図った。
このような毛利軍の動きに対し、11月15日に月山富田城の尼子義久は兵糧や武器を護送するために夜陰に乗じて精兵を派遣。尼子軍の動向を察知した福原貞俊は尼子軍と激戦を繰り広げ、海上の義武・元著父子、大多和就重、児玉就方らも上陸し、福原貞俊の軍と協力して尼子軍を打ち破り、兵糧船を拿捕して兵糧や武器を奪取している。この時の戦いで義武は敵1人を討ち取り、11月20日に元就から感状を与えられた。
同年12月15日、義武の様々な武功に対する恩賞として、毛利元就と輝元から周防国玖珂郡の内の服部左衛門大夫の給地を与えられた。

### 立花城の戦い
永禄11年（1568年）の立花城の戦いでは、立花城を奪取した大友軍に対して毛利水軍を率いて戦って負傷しており、9月21日に吉川元春は義武の忠義を称賛すると共に治療が肝要であると伝えている。
同年11月頃から元就は北九州で毛利氏に味方する勢力の信望を維持するためにも立花城の奪回を目指し、義武や吉井元武らが率いる水軍に立花城の防備を偵察させたが、その際に大友軍との小競り合いが起きている。毛利輝元は11月12日に義武に「越中守」の受領名を与え、11月13日には感状を与えている。
永禄12年（1569年）8月10日、吉川元春と小早川隆景が義武に書状を送り、義武・元著父子の遠い九州での在陣を労いつつも今少し逗留するように求め、長門国長府に在陣する元就にも義武・元著父子の働きについて言上することを伝えている。

### 織田氏との戦い
天正4年（1576年）7月の織田氏との第一次木津川口の戦いでは石山本願寺への兵糧搬入などを担い、石山本願寺の顕如から兵糧搬入に関しての感謝状と刀を拝領する。
同年11月19日、大坂出陣に対する恩賞として、毛利輝元から20貫の知行地を与えられる。
天正5年（1577年）2月28日、毛利輝元は織田氏との戦いに出陣している義武に書状を送って労をねぎらうと共に銀一包みを贈り、合わせて輝元の出陣が3月16日に決まったことを伝えている。
同年7月、織田氏との戦いにおける必要性により、毛利氏は三好方から毛利方に転向した讃岐国の元吉城主・三好長安への援軍として冷泉元満を派遣し、元吉城の普請等にあたらせたが、閏7月20日早朝から長尾氏、羽床氏、安富氏、香西氏、田村氏、三好安芸守ら三好方の讃岐惣国衆が元吉城を攻撃したため、乃美宗勝、児玉就英、井上春忠、村上元吉らの水軍が元吉城の向かいにある摺臼山に急行し、元吉城下における合戦で三好軍に勝利した（元吉合戦）。元吉合戦で三好軍を打ち破ったが、讃岐惣国衆はそれぞれの居城で状況を窺っていたため、義武と湯浅将宗が援軍として元吉城に派遣され、敵軍の再度の襲来に備えて城の修理のための道具を運び入れた。
天正12年（1584年）5月2日、小早川隆景から書状を送られ、小牧・長久手の戦いにて羽柴方の池田恒興・元助父子や森長可らが戦死して徳川軍が勝利したことや羽柴軍の動向等を報された。この時、義武の孫にあたる弥十郎（飯田包秋か）が小早川元総（後の秀包）の供をして尾張国まで出陣していたが、元総や弥十郎が無事に美濃国の岐阜まで帰陣したことについて祝着である旨も伝えている。また、これ以前に義武が隆景に鯉3匹を贈ったことについて、隆景は「懇志の至り」と感謝している。

### 晩年
義武が天正4年（1576年）に大坂へ出陣した際に、義武には恩賞として周防国熊毛郡の大野において給地が与えられる約束となっていたが、大野の有力な土豪と考えられる中丸市允の抵抗により大野での給地宛行が滞っていた。天正4年（1576年）から天正6年（1578年）頃に大野の給地について、義武・元著父子の相次ぐ来訪を受けた穂井田元清はその懇意を喜ぶと共に、元清としても義武父子に対して疎意無きことを伝え、近日中に中丸市允が下向してくる予定なので、大野の給地について申し聞かせることを約束した。しかしそれでも事態は解決しなかったようで、義武は確かに替地が与えられるように2回に渡って穂井田元清に書状を送っていたが、義武へ与えられる適切な土地が不足していたため、天正18年（1590年）時点でも義武に約束の給地が与えられていなかった。
そこで、穂井田元清は天正18年（1590年）9月18日に粟屋元種に書状を送って、丁度実施が命じられていた安芸国佐東郡五箇村における検地に合わせて義武へ与える知行地を捻出することを提案し、もしそれが困難な場合はどこか他の在所で急ぎ替地を与えることができれば喜ばしいと述べ、数年に及ぶ遅滞や義武の忠節と老齢を挙げて、その実現を強く求めている。また、この数年の間に高齢の義武が度々元清のもとを訪ねて色々と嘆願を行っていることが気の毒であるので、多忙であったとしても今こそ義武に知行地が与えられるようにと輝元への取り成しを粟屋元種に依頼している。
天正19年（1591年）1月26日、毛利輝元は粟屋元貞を使者として義武に書状を送り、義武に与えると約束した知行地の内、周防国熊毛郡の大野堤永において3貫目を宛がい、中丸市允が申し立てた地に相当する地を速やかに必ず申し付ける旨を伝えた。また、閏1月11日に輝元は、義武に与える替地については以前佐東郡で申し聞かせた通りであるため人を派遣してすぐに申し付けるようにするとし、その旨を穂井田元清から義武に伝えるように命じている。
なお、具体的な年は不明だが、義武の晩年に小早川隆景が穂井田元清と安国寺恵瓊に宛てて義武についての書状を送っており、毛利氏の合戦において度々活躍した義武が高齢のために身体が不自由になっているため、情けをかけて配慮することを輝元に申し上げるように伝えるものや、義武の堪忍分の所領と屋敷について何度も言ったように前々からの所領と合わせるように申し上げるのがもっともである、今少しのことであり、御慈悲以外はあってはならないとするもの等が残っている。
また、義武が隠居後は吉田郡山城の城下にあった自分の旧屋敷に帰りたい旨を安国寺恵瓊を通じて何度も輝元に申し入れており、輝元は該当の屋敷が空いているので義武に与える旨を安国寺恵瓊から義武に伝えるように佐世元嘉に命じている。なお、この事例は、広島城が築城されて毛利氏の本拠地が移って以降も吉田郡山城が残存し、その城下町も機能していたことの証左とされている。
天正20年（1592年）7月7日に死去。嫡男の元著が後を継いだ。
その後、飯田氏は毛利氏より屋代島（周防大島）の三蒲に393石の領地を賜るが、関ヶ原の戦い後の毛利氏の防長2ヵ国への減封にも従い、江戸時代を通して明治維新まで長州藩船手組の一員として毛利氏に仕えた。